# Stammliste des Hauses Andechs
Stammliste des Hauses Andechs mit den in der Wikipedia vertretenen Personen und wichtigen Zwischengliedern.
Die Besitztümer der bayerischen Familie der Grafen von Andechs lagen ursprünglich zwischen dem oberen Lech und der oberen Isar, später in Franken, Tirol, Kärnten und Istrien. Im Jahr 1180 löste Kaiser Friedrich I. „Barbarossa“ das Vasallenverhältnis zwischen den Grafen von Andechs, als Markgrafen von Istrien und Krain, mit den Herzögen von Bayern. Nach dem Tod von Konrad III., Graf von Dachau († um 1180/1182), wurden die Grafen von Andechs als Erben durch Hedwig von Dachau-Meranien als Herzöge von Meranien mit dem Herzogtum Meranien belehnt.
Die Rekonstruktion der Familie der Grafen von Dießen wird durch die von Wilhelm Wegener vorgeschlagenen spekulativen Verbindungen eher erschwert als gefördert. Es scheint, dass viele dieser irreführenden Spekulationen ihren Weg in die europäischen Stammtafeln gefunden haben, wo sie als gesichert gelten. Deshalb gilt bei den Andechsern besonders „zurück zu den Grundlagen“ zu gehen und bei den Hauptquellen anzufangen. Die Ergebnisse sind relativ genau, aber die Rekonstruktion der Familiengeschichte der Andechser ist eine besondere Herausforderung.
Zur Frage, ob die Grafen von Wasserburg Agnaten der Grafen von Dießen sind, wird in der Literatur eine direkte Abstammung der Grafen von Wasserburg von Arnold, Graf von Dießen, vertreten. Damit würde die Stammliste von Wasserburg unmittelbar an die Stammliste des Hauses Andechs anschließen.
Die mangelhafte, oft fehlerhafte, Quellenlage betrifft den gesamten Zeitraum aller Familienzweige. Gesicherte Daten sind urkundlich genannt, Geburts- und Sterbedaten o. g. Zeiträume jedoch oft ungesichert und nach höchstmöglicher Wahrscheinlichkeit der oft abweichenden Datenquellen unter Vorbehalt zu betrachten. Es bleiben genealogische Details, sogar die Zuordnung von Mitgliedern des Hauses, ungeklärt.
Eine mögliche Rekonstruktion dieser Familie ist nachstehend abgebildet.

## Die Anfänge
Als Erster erscheint (allerdings erst in Urkunden aus sehr viel späterer Zeit) ein Rasso, auch Razzo genannt, ursprünglich wohl Ratho oder Ratold, ostfränkischer Graf im Gebiet zwischen Amper, Ammersee und Starnberger See, möglicherweise bereits als Graf von Dießen, († 19. Juni 954, nach anderen Thesen bereits um 854 gestorben; ▭ in „Werde“ (Wörth, heutiges Grafrath), wo seine Reliquien in der von ihm gestifteten ehemaligen Klosterkirche St. Rasso in Grafrath bis heute verehrt werden).
In der Herrschaft über das besagte Gebiet folgen später, ohne gesicherte Familienzugehörigkeit zu Razzo, die Brüder:
- Friedrich I. „Roch“, Graf, wohl von Dießen, († vor 1020 in Jerusalem; ▭ ebenda); ⚭ () Kunigunde (Kunizza) († 6. März 1020; ▭ in Dießen), Tochter von Konrad (Kuno) von Öhningen, Herzog von Schwaben, Graf im Rheingau (985 und 995), Graf im Ufgau (987), Graf in der Ortenau (994), (–20. August 997) und Richlind (um 948–nach 1. November 1007)
- Dietrich, Graf von Dießen, († (1010/1020))

Die Gefolgschaft Graf Friedrichs II. ist im Jahr 1025 aufgezeichnet (als der Vater von Berthold I.), im Jahr 1027 (zweimal, einmal als Vater von Otto I.), und im Jahr 1030. Es ist deshalb zu vermuten, dass mit Graf Friedrich I., aufgezeichnet als vor 1020 gestorben in Jerusalem, zwei verschiedene Friedriche gemeint sind. Es ist nicht bekannt, wie die zwei Grafen Friedrich zueinander stehen. Wenn überhaupt, legt die Kontinuität von Verweisen auf Dießen eine nahe Verbindung, vielleicht zwischen Vater und Sohn nahe.
A1. Friedrich II., († nach 1030); ⚭ () N.N. (–)
B1. Berthold I., Graf von Dießen, († nach 16. Mai 1060); ⚭ () N.N. (von Hohenwart), Tochter von (Konrad von Hohenwart) (–(1005))
C1. Otto II. von Dießen, Graf von Thanning (1073), Graf von Ambras (1078–1093), Graf von Wolfratshausen (1098–1116), Graf von Dießen (1100–1107), († 24. April (1122); ▭ in St. Stephan, Dießen); ⚭ I: () Justizia (* nach 1160; † 30. Januar (1120/1122); ▭ in Thanning); unsicher ⚭ II: () Adelheid. Nachkommen siehe hier:
C2. Diepold († 19 Feb; ▭ in St. Stephan, Dießen)
C3. Tochter; ⚭ () Graf Hermann I. von Poigen, (⚭ II: () N.N. von Österreich, Tochter von Markgraf Ernst I. von Österreich (um 1027–1075) und Adelheid von Wettin (–)), Sohn von Graf Gebhard I. von Sulzbach (–) und N.N.
B2. Otto I. von Dießen, († 17. Januar (1057/1062)); ⚭ () N.N. (–)
C1. Bertha; ⚭ ((1070)) Adalbert, Vizedom von Freising
C2. Beatrix, († 24. Februar); ⚭ ((1070)) Herzog Heinrich II. von Kärnten (* um 1050; † 4. Dezember 1122), Sohn von Graf Markwart IV. von Eppenstein (1010/1020–) und Liutbirg (Wilhelme) von Plain (–1103)
B3. Friedrich III., Graf von Dießen, (Graf von Andechs), Domvogt von Regensburg (1035), (* 1005; † 30. Juni 1075; ▭ in Seeon); ⚭ I: () Irmgard (von Gilching), Tochter von Arnold (von Gilching) (–11. Januar (1030)) und Irmgard N.N. (–(1000)); ⚭ II: () Tuta von Regensburg († (27. Juni)), Erbtochter von Domvogt Hartwig I. von Regensburg (–) und N.N. Nachkommen siehe hier:
B4. Christina; ⚭ () Graf Friedrich von Eppenstein, Sohn von Graf Eberhard (Ezzo) von Eppenstein (–nach 1039) und Richgard, (Sieghardinger), (-nach 1065)
B5. Pilihild; ⚭ () Sieghard VII./VIII., Graf im Chiemgau, (⚔ 5. Juli 1044), Sohn von Graf Sieghard VI. und Hildburg oder Sohn von Engelbert III., Graf im Pongau, (Sieghardinger), und Adela N.N. (–)
A2. Tochter; ⚭ () Rapoto III., (Rapotonen), († 18. Juni (1050)), Sohn von Rapoto II., Graf im oberen Traungau, (–(13. Juni) nach (1020)) und N.N. (–)

## Die Grafen von Dießen, Wolfratshausen, Andechs und Wasserburg, Markgrafen von Istrien (1173–1230), Herzöge von Meranien (1183–1248), Pfalzgrafen von Burgund (1208–1248), Andechser Linie
Friedrich III., Graf von Dießen, (Graf von Andechs), Domvogt von Regensburg (1035), (* 1005; † 30. Juni 1075; ▭ in Seeon); ⚭ I: () Irmgard (von Gilching), Tochter von Arnold (von Gilching) (–11. Januar (1030)) und Irmgard N.N. (–(1000)); ⚭ II: () Tuta von Regensburg († (27. Juni)), Erbtochter von Domvogt Hartwig I. von Regensburg (–) und N.N. Graf Friedrich III. und seine erste Frau hatten 3 Kinder:
A1. [I] Uta, († 9. Februar); unsicher ⚭ () Kuno I. von Rott, von Vohburg (1040), Pfalzgraf von Bayern (1059), Graf an der unteren Isar (1079), Stifter von Kloster Rott, (* um 1015; † 27. März (1086)), Sohn von Poppo II. von Rott, (Pilgrimiden), (–(1040)) und N.N. (im Sualafeld) (–)
A2. [I] Arnold, Graf von Dießen (1070–1091), Hallgraf (1063–1080), († nach 8. Februar 1091; ▭ in Atile); ⚭ () Gisela von Schweinfurt, (* (1045/1050); † 22. Februar (nach 1090)), (⚭ I: () Graf Heinrich von Wasserburg, († 28. Januar)), Tochter von Markgraf Otto III. von Schweinfurt, Herzog von Schwaben, (* um 995; † 28. September 1057) und Irmgard (Aemilia/Immula) von Susa († vor 29. April 1078)
A3. [I] Meginhard, († nach 1070)
Die Quellen lassen vermuten, dass die unter A1 bis A5 aufgeführten Personen Brüder und Schwestern waren, wenn, wie Wegener vermutet, Arnold der Sohn von Graf Friedrich III. war, wären sie alle seine Kinder. Die Verbindung wird jedoch nicht in einer der benutzten Quellen bestätigt.
A1. [I] Arnold, Graf von Dießen (1070–1091), Hallgraf (1063–1080), († nach 8. Februar 1091; ▭ in Atile); ⚭ () Gisela von Schweinfurt, (* (1045/1050); † 22. Februar (nach 1090)), (⚭ I: () Graf Heinrich von Wasserburg, († 28. Januar)), Tochter von Markgraf Otto III. von Schweinfurt, Herzog von Schwaben, (* um 995; † 28. September 1057) und Irmgard (Aemilia/Immula) von Susa († vor 29. April 1078)
B1. Berthold I., Graf von Andechs (1106/1113), Graf von Plassenberg und von Stein (1130), († 27. Juni 1151; ▭ in Dießen); ⚭ I: () Sophie von Istrien (* (1095/1098); † 6. September 1132; ▭ in Dießen), Tochter von Poppo II., Markgraf von Istrien, (um 1065–1103) und Richgard von Sponheim (–1112/1130); ⚭ II: (nach 1130) Kunigunde von Formbach-Pitten, Erbin von Formbach, († nach 1151), (⚭ II: () Ulrich III. (I.) von Deggendorf und Pernegg († um 1170), Sohn von Konrad I. von Raabs (–um 1143) und N.N. (–)), Tochter von Graf Ekbert II. von Formbach-Pitten (–1144) und Willibirg von Steyr (–1145)
C1. [I] Poppo I., Graf von Andechs (1137), Graf von Krain (1131), Graf von Plassenburg (1142), Graf im Radenzgau und Graf von Giech (1147), (* um 1123; † (10./11.) Dezember 1148 in Konstantinopel; ▭ ebenda); ⚭ (vor 1139, Scheidung 1142) Chuniza von Giech († 13. April 1143), Tochter von Graf Reginboto III. von Giech (–vor 1142) und Adda (Adela) von Kevernburg-Schwarzburg (–)
D1. Heinrich, Abt von Millstatt (1166) und Admont (1171), († 1. Februar (1180/1186))
C2. [I] Berthold II., Graf von Andechs (1147), Graf im Radenzgau (1149), Graf von Plassenburg (1158/1161), Graf am unteren Inn (1162), Graf von Wolfratshausen (um 1165), Graf im Norital und Vogt von Brixen (1166), Markgraf von Istrien (1173), (* um 1123; † 14. Dezember 1188; ▭ in Dießen); ⚭ I: (vor 1153) Hedwig (von Dachau-Wittelsbach) († 16. Juli 1174; ▭ in Dießen), (Tochter von Otto V. von Wittelsbach, Pfalzgraf von Bayern, (1083/1084–1156) und Heilika von Lengenfeld (1103–1170)); ⚭ II: (um 1180; Scheidung wegen Ehebruch mit episkopaler (Bischöflicher) Zustimmung ()) Liutgard von Dänemark, Tochter von König Sven von Dänemark (vor 1120–1157) und Adela von Meißen (–1181)
D1. [I] Berthold III., folgt 1188 als Graf von Andechs, Markgraf von Istrien und Herzog von Meranien, Vogt von Tegernsee (um 1195), (* um 1170; † 12. August 1204; ▭ in Dießen); ⚭ (vor 1180) Agnes von Rochlitz (* um 1160/1165; † 25. März 1195; ▭ in Dießen), Tochter von Dedo dem Feisten, Graf von Groitzsch und Herr von Rochlitz, (1142–1190) und Mechthilde von Heinsberg (–1190)
E1. Otto I., Herzog von Meranien (1205), Pfalzgraf von Burgund (1211), Markgraf von Istrien (1228–1230), († 7. Mai 1234 in Besançon; ▭ im Kloster Langheim); ⚭ I: (21. Juni 1208 in Bamberg) Beatrix von Staufen, Pfalzgräfin von Burgund, (* (1193); † 7. Mai 1231; ▭ im Kloster Langheim), Tochter von Otto I., Pfalzgraf von Burgund, (Staufer), (1170–1200) und Margarete von Blois, Pfalzgräfin von Burgund, (um 1170–1230); ⚭ II: (nach Mai 1231) Sophie von Anhalt, († zwischen 23. November 1273 und 5. Januar 1274), (⚭ II: (nach Mai 1234) Graf Siegfried von Regenstein (* vor 1212; † 12. März (1240/1245)), Sohn von Heinrich I. von Blankenburg, Graf von Regenstein, (vor 1172–um 1245) und N.N. von Polleben (–); ⚭ III: () Graf Otto I. von Hadmersleben, urkundlich 1269 bis 1276, († vor 1280)), Tochter von Fürst Heinrich I., (Askanier), (um 1170–1252) und Irmgard von Thüringen (um 1197–um 1244)
F1. [I] Otto II., Herzog von Meranien und als Otto III. Pfalzgraf von Burgund (1234), urkundlich 1226, (†† 19. Juni 1248 auf Burg Niesten; ▭ im Kloster Langheim); ⚭ (1234) Elisabeth von Tirol, († 10. Oktober 1256), (⚭ II: (1249) Gebhard IV., Graf von Hirschberg (1240) und Dollnstein, (* um 1220; † 27. Februar 1275 auf Schloss Hirschberg; ▭ im Kloster Eichstätt), Sohn von Graf Gebhard II. von Hirschberg (1160–vor 1232) und Agnes (von Truhendingen) (–)), Tochter von Graf Adalbert III. von Tirol (um 1180–1253) und Uta von Frontenhausen-Lechsgemünd (–1254)
→Familie erloschen (ultimus familiae) – Das Erbe fiel an die Herzöge von Bayern, die Grafen von Tirol, die Burggrafen von Nürnberg, das Hochstift Bamberg und die Grafen von Orlamünde und Truhendingen.
F2. [I] Agnes, († zwischen 1. November 1260 und 7. Januar 1263; ▭ im Kloster Sittich); ⚭ I: (1229, Scheidung 1240) Friedrich II. „der Streitbare“, Herzog von Österreich, mit ihm starben die Babenberger im Mannesstamm aus, (* 15. Juni 1211 in Wiener Neustadt; †† ⚔ 15. Juni 1246 in der Schlacht an der Leitha; ▭ Heiligenkreuz), (⚭ I: (1226, verstoßen 1229) Eudokia/Sophia Laskarina, Prinzessin von Byzanz, (* 1210/1212; † 1247/1253), Tochter von Theodor I. Laskaris, Kaiser von Byzanz in Nikaia, (1174–1222) und Anna Komnene Angeloi (–1212)), Sohn von Herzog Leopold VI. (1176–1230) und Theodora Angeloi (1180/1185–1246); ⚭ II: (Dispens durch Papst Innozenz IV. 23. Dezember 1248) Ulrich III., Herzog von Kärnten (1256), Herr von Krain (1251), (Spanheimer), urkundlich 1236, († 27. Oktober 1269), (⚭ II: (1263) Agnes von Baden-Österreich (* 1249; † 2. Januar 1295 in Wien), Tochter von Markgraf Hermann VI. von Baden (um 1225–1250) und Gertrud von Österreich (1226–1288)), Sohn von Bernhard von Spanheim (1176/1181–1256) und Judith von Böhmen (–1230)
F3. [I] Beatrix, Erbin der Herrschaft Plassenburg mit Kulmbach und Mittelberg und der Herrschaft Berneck mit Goldkronach, Meinau, Wirsberg, Pretzendorf (heute Himmelkron), Zwernitz und Trebgast, († nach 14. November 1265); ⚭ () Graf Hermann II. von Orlamünde, Graf von Weimar-Orlamünde (1206–1247), urkundlich 1205 bis 1246, (* vor 16. Januar 1194; † 27. Dezember 1247), Sohn von Graf Siegfried III. ((1155)–1206) und Sophie von Dänemark ((1159)–1208)
F4. [I] Margarete, († 18. Oktober 1271); ⚭ I: (vor 25. September 1232) Přemysl, Markgraf von Mähren (1228–1239), (* 1209; † 16. Oktober 1239), Sohn von Ottokar I. Přemysl (um 1170–1230) und Konstanze von Ungarn (1180–1240); ⚭ II: (2. Juni 1240) Graf Friedrich V. von Truhendingen und Dillingen, (* vor 1223; † 30. August 1274), (⚭ I: () Anna (Cordula) von Ortenburg († nach 1245), Tochter von Graf Heinrich I. von Ortenburg (um 1175–1241) und Božislava von Böhmen (nach 1197–1238)), Sohn von Friedrich IV. von Truhendingen (–1246/1251) und N.N. (von Ortenberg/von Graisbach) (–)
F5. [I] Adelheid (Alice), Erbin der Pfalzgrafschaft Burgund (1248), urkundlich 1222, († 8. März 1279 in Evian; ▭ in der Abtei Cherlieu); ⚭ I: (Ehevertrag Feb 1231; 1. November 1236) Hugo von Chalon, Herr von Salins, Graf von Burgund (1248), (Haus Chalon), (* um 1220; † nach 12. November 1266), Sohn von Graf Johann „dem Weisen“ von Chalon (1190–1267) und Mathilde (Mahaut) von Burgund (um 1190–1242); ⚭ II: (11. Juni 1267) Philipp I., Graf von Savoyen (1268), Graf von Burgund (1267/1279), (Haus Savoyen), (* (1207) in Aiguebelle; † 16. August 1285 auf Château de Roussillon, Bugey; ▭ im Kloster Hautecombe, Saint-Pierre-de-Curtille), Sohn von Thomas I., Graf von Savoyen, (um 1178–1233) und Margarete von Genf († 1258)
F6. [I] Elisabeth, († 18. Dezember 1272); ⚭ (vor 10. Mai 1251) Friedrich III. von Zollern, Burggraf von Nürnberg, (Hohenzollern), (* um 1220; † 14. August 1297 in Cadolzburg), (⚭ II: (vor 10. April 1280) Helene von Sachsen (* 1247; † 12. Juni 1309), Tochter von Herzog Albrecht I. von Sachsen (um 1175–1260/1261) und Helene von Braunschweig (1231–1273)), Sohn von Burggraf Konrad I. von Nürnberg (um 1186–1260/1261) und Adelheid von Frontenhausen (–)
E2. Heinrich, Markgraf von Istrien (1205), 1209–1211 geächtet auf Grund seiner angeblichen Teilnahme an der Ermordung des Königs Philipp von Schwaben, (†† 18. Juli 1228 in Windischgraz); ⚭ (vor 1207) Sophie von Weichselburg, (* um 1190; † 28. Februar 1256 in Admont; ▭ im Kloster Sittich), Tochter von Graf Albert von Weichselburg (–1209) und N.N. (–)
E3. Ekbert, Vormund des Herzogs Otto II. (1234), Propst von St. Gangolf in Bamberg (1192), Dompropst in Bamberg (1202), Bischof von Bamberg (1203–1237), geächtet (1209–1212), († 6. Juni 1237 in Wien; ▭ in Bamberg)
E4. Berthold, Elekt (1205/1206), Erzbischof von Kalocsa (1212), Patriarch von Aquileja (1218), (* um 1180 in Bamberg; † 23. Mai 1251)
E5. Tochter; ⚬ (27. Juli 1189/24. April 1190) Toljen von Serbien, Nemanjiden, (* ; † ), Sohn von Miroslav von Serbien (–1198) und N.N. von Bosnien (–nach 1199)
E6. Agnes, (* (1180); † 29. Juli 1201 auf Burg Poissy; ▭ ebenda); ⚭ (1. Juni 1196, Scheidung 1200) Philipp August, König von Frankreich (1180), (Kapetinger), (* 21. August 1165 in Gonesse; † 14. Juli 1223 in Mantes-la-Jolie; ▭ in der Basilika Saint-Denis), (⚭ I: (28. April 1180) Isabelle von Hennegau (* 23. April 1170 in Lille; † 15. März 1190 in Paris), Tochter von Graf Balduin V. von Hennegau (1150–1195) und Margarete I. von Flandern (um 1145–1194); ⚭ II: (14. August 1193) Ingeborg von Dänemark (* um 1175; † 29. Juli 1236 in Corbeil), Tochter von König Waldemar I. (1131–1182) und Sophia von Minsk (um 1141–1198)), Sohn von König Ludwig VII. „der Jüngere“ (1120–1180) und Adele von Champagne (um 1145–1245)
E7. Gertrud, (* um 1185 in Andechs; † 8. September 1213 ermordet im Wald Pilis); ⚭ (vor 1203) Andreas II., König von Ungarn (1205–1235), (Arpaden), (* um 1177; † 21. September 1235 in Ofen; ▭ in Igriș), Sohn von Béla III., König von Ungarn (1172–1196), (1148–1196) und Agnes de Châtillon (1153–1184)
E8. Hedwig die Heilige, Äbtissin der Zisterzienser in Trebnitz, heiliggesprochen am 26. März 1267, (* 1174 in Andechs; † 15. Oktober 1243 in Trebnitz; ▭ ebenda); ⚭ (1188/1192) Heinrich I., Herzog von Schlesien, Krakau und Großpolen, (Piasten), (* um 1165 in Glogau; † 19. März 1238 in Crossen an der Oder), Sohn von Bolesław I. „der Lange“ von Schlesien (1127–1201) und Adelheid von Sulzbach (um 1126–)
E9. Mechthild, Nonne in Sankt Theodor in Bamberg (vor 1214), Äbtissin von Kitzingen (1215), († 1. Dezember 1254)
D2. [I] Sophia, († 1218); ⚭ (vor 1182) Graf Poppo VI. von Henneberg (1182), Burggraf von Würzburg (1164), Domvogt von Würzburg (1161–1168), urkundlich 1141 bis 1189, (* vor 1160; † 14. (Juni/September) 1190 in Markab, Syrien), Sohn von Graf Berthold I. von Henneberg (–1159) und Bertha von Putelendorf (–1190)
D3. [I] Mathilde, († 1245); ⚭ I: () Graf Friedrich I. von Hohenburg, († 26. Januar 1178), Sohn von Ernst I. von Poigen, Graf von Hohenburg und Wildberg (–nach 1122) und Adelheid von Regensburg, Gräfin von Wildberg (–1157); ⚭ II: () Engelbert III., Graf von Görz, († 1220), Sohn von Mark- und Pfalzgraf Engelbert II. (–1191) und Adelheid von Scheyern-Valley (–1176/1179)
D4. [I] Kunigunde, (* (1146); † 10. Februar nach 1207); ⚭ () Graf Eberhard III. von Eberstein (* (1144); † vor 1219), Sohn von Berthold IV. von Eberstein (um 1115–nach 1158) und Uta von Calw (von Sindelfingen) (vor 1129–nach 1185)
D5. [II] Poppo, Propst von St. Jakob (1185–1201), Propst von St. Stephan (1190), Dompropst (1205–1237), Bischof von Bamberg (1239–1245), (* 1175; † 4. Dezember 1245)
D6. [II] Berta, Äbtissin von Kloster Gerbstedt (1190)
C3. [I] Otto, möglicherweise an der Bamberger Domschule ausgebildet, clericus (1153), Domherr und Propst von St. Stephan zu Bamberg (1164), Propst von St. Marien zu Aachen (1164–1166 und 1174–1177), Bischof von Brixen (1165–1170), Elekt von Brixen (1165 und 1169–1170), Bischof von Bamberg (1179–1196), (* vor 1132; † 2. Mai 1196 in Bamberg; ▭ im Bamberger Dom)
C4. [I] Giesela, († (7./8.) April nach 1150); ⚭ () Graf Diepold II. von Berg-Schelklingen, Vogt von Kloster Urspring (1127), (* (1116); † 19. Mai (1163/1165)), Sohn von Heinrich I. von Berg (–um 1116) und Adelheid von Mochental (–(1125))
C5. [I] Mathilde, Äbtissin von Edelstetten (1154), (* um 1125; † 31. Mai 1160 in Dießen; ▭ im Kloster Edelstetten)
C6. [II] Kunigunde, Nonne in Admont, († 10. Dezember (1139))
C7. [II] Euphemia, Äbtissin von Altomünster, († 20. Juli 1180)
B2. Adelheid, († (1163)); ⚭ () Graf Adalbert II. (von Tirol) († (1125))
A2. Hemma; ⚭ () Graf Walter (von Chling)
A3. Berthold II., († (um 1100)); unsicher; ⚭ () Sophie von Schweinfurt (* ; †), Tochter von Markgraf Otto III. von Schweinfurt, Herzog von Schwaben, (* um 995; † 28. September 1057) und Irmgard (Aemilia/Immula) von Susa († vor 29. April 1078)
A4. Konrad, Mönch zu Jakobsberg (1096–1114), († 16. Mai (1114); ▭ in Dießen)
A5. Friedrich, († 24. Januar; ▭ in St. Blasium in Nigri Silva)
B1. Tuta

## Die Grafen von Dießen und Wolfratshausen, Wolfratshausener Linie
Otto II. von Dießen, Graf von Thanning (1073), Graf von Ambras (1078–1093), Graf von Wolfratshausen (1098–1116), Graf von Dießen (1100–1107), († 24. April (1122); ▭ in St. Stephan, Dießen); ⚭ () Justizia (* nach 1160; † 30. Januar (1120/1122); ▭ in Thanning); unsicher ⚭ II: () Adelheid. Sie hatten folgende Nachkommen:
A1. Otto III., Graf und Vogt von Tegernsee (1121), Graf von Wolfratshausen (1122–1127), Mitstifter von Kloster Dießen, († 28. Mai 1127 in Bamberg, als Mönch; ▭ in Seeon); ⚭ () Lauritta N.N., († (21. August/1. September) 1145)
B1. Heinrich II., Graf von Wolfratshausen (1127–1157), Vogt von Tegernsee (1140), Vogt von St. Emmeram (1150), (†† 2. Mai 1157; ▭ in Dießen)
→ Stammlinie Wolfratshausen im Mannesstamm erloschen – Das Erbe fiel an Berthold III. von Andechs
B2. Otto IV., Graf von Wolfratshausen (1132), Graf von Dießen, Vogt von St. Emmeran und Tegernsee, (⚔ 10. November 1136 bei Pavia, durch einen Pfeilschuss; ▭ in Dießen); unsicher ⚭ () N.N. von Wittelsbach, Tochter von Graf Otto I. von Scheyern und Wittelsbach, Pfalzgraf von Bayern, (–) und N.N. von Ratzenhofen (–)
B3. Agnes, Nonne zu Admont (1127–1152), Äbtissin von Kloster Neuburg an der Donau (1165–1169), († (1169))
A2. Heinrich, Diakon zu Bamberg (1124), 21. Bischof von Regensburg und Fürstbischof im Hochstift Regensburg (1132–1155), († 10. Mai 1155 in Regensburg; ▭ im Kloster Sankt Emmeram)
A3. Luitpold († 19. Februar (1102); ▭ in St. Stephan, Dießen)
A4. Adelheid, († (11./12.) Januar 1126; ▭ in Kastl); ⚭ ((1113)) Graf Berengar I. von Sulzbach, Stifter der Fürstpropstei Berchtesgaden und von Baumburg, Mitstifter des Klosters Kastl, (* (1080); † 3. Dezember 1125), (⚭ I: (nach Februar 1099) Adelheid von Frontenhausen († 1105)), Sohn von Graf Gebhard II. von Sulzbach (–1085) und Irmgard von Rott (um 1050–1101)
A5. Elisabeth (* (um 1089); † (11. Januar 1126)); ⚭ () Bernhard von Stein, Herr von Eulenschwang, Stein (= Traunstein) und Valkenberg (Niederösterreich), († (1120/1150))